# UFC 151
UFC 151: Jones vs. Henderson fue un evento cancelado de artes marciales mixtas por Ultimate Fighting Championship que tenía previsto celebrarse el 1 de septiembre de 2012 en el Mandalay Bay Events Center, en Las Vegas, Nevada.

## Historia
La pelea entre Thiago Tavares y Dennis Hallman fue originalmente programada para llevarse a cabo en UFC 150, pero se trasladó a este evento el 12 de julio de 2012.
Josh Koscheck se espera hacer frente a Jake Ellenberger, pero se retiró de la pelea, citando una lesión en la espalda. Iba a ser reemplazado por el veterano Jay Hieron. Hieron y Ellenberger ya pelearon antes. Fue Jay Hieron el que entregó a Jake Ellenberger la primera derrota de su carrera el 3 de junio de 2006 en el IFL - Championship 2006.